# So Matsuyama
Takashi Matsuyama (松山　崇 Matsuyama Takashi (Sō)?, n. 22 septembrie 1908, Kobe, Japonia – d. 14 iulie 1977), cunoscut, de asemenea, ca Sō Matsuda și Sō Matsuyama, a fost un scenograf de film japonez, cunoscut pentru colaborarea sa cu cineastul Akira Kurosawa.
A fost nominalizat de două ori la premiul Oscar pentru cele mai bune decoruri: prima dată pentru decorurile filmului Rashomon (1950) și a doua oară pentru decorurile filmului Cei șapte samurai (1954). În 1950 a câștigat premiul Mainichi pentru cele mai bune decoruri pentru contribuția scenografică la filmul Nora inu, regizat de Akira Kurosawa.

## Biografie
A absolvit școala Bunka Gakuin în 1932, iar 1937 a devenit angajat al Studiourilor Tōhō (東宝スタジオ). A colaborat la șase filme regizate de Akira Kurosawa în anii 1940-1950.

## Filmografie selectivă
- 1938: Tsuzurikata kyoshitsu, regizat de Kajirō Yamamoto[7]
- 1941: Uma, regizat de Kajirō Yamamoto și Akira Kurosawa[8]
- 1947: Yottsu no koi no monogatari, regizat de Kajirō Yamamoto, Kenta Yamazaki, Teinosuke Kinugasa, Mikio Naruse și Shirō Toyoda[9]
- 1947: Ima hitotabi no (今ひとたびの), regizat de Heinosuke Gosho
- 1948: Yoidore tenshi, regizat de Akira Kurosawa[10]
- 1949: Nora inu, regizat de Akira Kurosawa[11]
- 1949: Aoi sanmyaku (青い山脈), regizat de Tadashi Imai
- 1950: Rashōmon, regizat de Akira Kurosawa[12]
- 1951: Aika, regizat de Kajirō Yamamoto
- 1951: Hakuchi, regizat de Akira Kurosawa[13]
- 1951: Musashino fujin, regizat de Kenji Mizoguchi
- 1952: Araki Sauemon: Kettô kagiya no tsuji[14]
- 1952: Ikiru, regizat de Akira Kurosawa[15]
- 1954: Cei șapte samurai, regizat de Akira Kurosawa[16]
- 1956: Biruma no tategoto, regizat de Kon Ichikawa
- 1960: Yoru no nagare, regizat de Yūzō Kawashima și Mikio Naruse
- 1963: Taiheiyō hitori-botchi (太平洋ひとりぼっち), regizat de Kon Ichikawa
- 1964: Goben no tsubaki, regizat de Yoshitarō Nomura
- 1966: Kore ga seishun da!, regizat de Takeshi „Ken” Matsumori
- 1967: Chichiko gusa, regizat de Seiji Maruyama
- 1967: Bakumatsu: Tenamonya daizôdô, regizat de Kengo Furusawa
- 1967: Tenamonya yurei dochu, regizat de Shūe Matsubayashi
- 1967: Go! Go! Wakadaishô, regizat de Katsumi Iwauchi
- 1968: Kamo to negi, regizat de Senkichi Taniguchi

## Legături externe
- So Matsuyama la Internet Movie Database